# Эпалль, Жоэль
Жоэль Дьёдонне́ Мартен Эпалль Невака (фр. Joël Dieudonné Martin Epalle Newaka; род. 20 февраля 1978, Яунде) — камерунский футболист, игравший на позиции полузащитника.

## Клубная карьера

### Ранняя карьера
Он начал свою карьеру в местной команде «Юнион Дуала».

### «Этникос»
Эпалль подписал контракт с греческим клубом «Этникос» в декабре 1997 года. До конца сезона Эпалль сыграл в 16 матчах за клуб из Пирей. В своем втором сезоне продолжал появляться регулярно, в общей сложности проведя 23 матча, но не сумел помочь своему клубу избежать вылета. В Бета Этники забил свой первый гол за «Этникос» в матче против «Аполлона» из Каламарьи. Ему удалось забить ещё два, прежде чем покинул клуб во время зимнего трансферного окна.

### «Панахаики»
Во время зимнего трансферного окна сезона 1999/00 Эпалль подписал контракт с «Панахаики». 26 января 2000 года он подписал двухлетний контракт, получив свободу от «Этникоса» из-за долгов клуба перед ним. Эпалль дебютировал за «Панахаики» 29 января 2000 года в матче против «Олимпиакоса». В своем первом сезоне сыграл в 15 матчах лиги и забил два мяча. Эпалль играл за Панахаики почти два года и забил три гола за 44 матчей.

### «Арис»
Сезон 2002/03 провёл в составе «Ариса» из Салоники.

### «Панатинаикос»
В июле 2003 года подписал четырёхлетний контракт с греческим Панатинаикосом. Дебют состоялся в первом раунде сезона 2003/04, в матче против «Шкода Ксанти» (1:0). Свой первый гол за «Панатинаикос» забил в пятнадцатого раунда сезона 2003-04 против «Паниониоса» (6:3). До конца сезона Эпалль появился в 15 матчах лиги, забив один гол. Он также сыграл свой первый матч в европейском соревновании, когда он вышел на замену в перерыве матча против «Манчестера Юнайтед» (0:5). 7 января 2005 года Эпалль покинул «Панатинаикос», чтобы освободить место для бразильского полузащитника Андерсон де Лима Фрейтаса.

### «Ираклис»
C 2005 по 2007 года провёл в составе «Ираклис», за которую в 56 матчах забил 21 гол.

### «Бохум»
В январе 2007 года Эпалль подписал контракт с Бохумом на три с половиной года. Стоимость трансфера составила 600 000 евро. Эпалль дебютировал в домашнем матче против «Майнца», где сыграл все 90 минут игры. В следующем матче Эпалль снова сыграл в качестве стартового игрока, и помог «Бохуму» сыграть в безголевую ничью с мюнхенской «Баварией». Первый крупный вклад Эпалля в команду пришел в матче с «Арминией» (Билефельд), когда сделал гол + пас. Он также показал себя высокоэффективным перед воротами в выездном матче против франкфуртского «Айнтрахта», забив дважды. Его первый гол был ударом из-за пределов штрафной на 58-й минуте матча, а второй был забит на 69-й минуте после передачи Гекаса.
Стартовые матчи сезона 2008/09 Эпалль пришлось пропустить из-за травмы ног. Вернулся в домашней матче против «Вердера», заменив на 42-й минуте Кристиана Фукса.
11 июня 2010 года Бохум объявил, что контракт с Эпаллем не будет продлен до истечения 30 июня 2010 года. Во время своего пребывания в Бохуме он стал твердым фаворитом среди своих товарищей по команде и болельщиков клуба из-за его трудолюбивого стиля игры и торжественного празднования своих голов.

### «Баку»
Летом 2010 года Эпалль подписал контракт с азербайджанским клубом «Баку», чтобы снова встретиться с Винфридом Шефером, который ранее руководил «неукротимыми львами». Его первая игра состоялась 15 июля, во втором отборочном раунде Лиги Европы УЕФА, против черногорской «Будучности». Эпалль получил дисквалификацию за этот матч, так как четыре года назад он был удален в матче «Ираклиса» против краковской «Вислы», и из-за этого «Будучност» получили техническое поражение 0:3, а в самой игре они изначально проиграли 1:2. Дебют в лиге состоялся 22 августа в домашней матче против «Габалы». Он был заменен на 83-й минуте матча Ибрагимом Каргбо. Следующим матчем, в который он появился, стала домашняя игра 12 сентября против «Гянджа». В ноябре его агент заявил, что Жоэлью не устраивает образ жизни Азербайджана и ситуация в азербайджанском футболе. Основными причинами этой реакции были низкая посещаемость премьер-лиги Азербайджана и тот факт, что он ничего не мог сделать, кроме тренировок и пребывания в своем гостиничном номере. Его агент также заявил о желании Эпалля вернуться в греческую Суперлигу «Ираклис». Он снова сыграл 13 ноября, заменив Александра Шолича на 78-й минуте в матче, который «Баку» выиграл со счетом 2:0. В следующем матче он вышел на 84-й минуте с замены, и ему удалось забить гол на 88-й минуте, который стал первым и единственный голом за азербайджанский клуб. В своем коротком пребывании за «Баку» Эпалле сыграл в десяти матчах и забил один гол.

### «Ираклис»
18 января 2011 года Эпалль подписал контракт с «Ираклисом» на два с половиной года. Дебют за греческий клуб состоялся в матче против «Керкиры», когда на 55-й минуте игры заменил Хавьера Роблеса.

### «Саравак»
2 апреля 2012 года Эпалль официально подписал контракт с «Сараваком». 24 марта 2012 года дебютировал в товарищеском матче против Сборной Малайзии. Матч закончился ничьей 1:1, а Эпалле сравнял счет. Первый матч в малайзийской Суперлиги состоялся в игре против «Келантана». Его первый гол за «Саравак» состоялся 4 мая 2012 года в матче против «Куала-Лумпура», в котором сравнял счет (1:1).

## Международная карьера
Дебют за национальную сборную Камеруна состоялся 26 ноября 1995 года в матче против Габона. На тот момент ему было 17 лет и 283 дня, что сделало его десятым самым юным игроком камерунской сборной на то время (16-й в настоящее время). Был в составах на Олимпийских играх, чемпионате мира, кубках конфедерациях и кубках африканских наций. Всего Эпалль сыграл в 31 матче и забил 2 гола.

## Личная жизнь
Эпалль замужем на Мари, с которой имеет две дочери Мэрилин и Зонти, обе родившийся в Греции, и сын, родившийся в Париже. Он также является двоюродным братом профессионального футболиста Тимоте Атубы.

## Достижения

### Клубная

#### «Панатинаикос»
- Чемпион Греции: 2003/04
- Обладатель Кубка Греции: 2003/04

#### «Арис»
- Финалист Кубка Греции: 2002/03

### Международная
- Олимпийский чемпион: 2000
- Обладатель Кубка африканских наций: 2002
- Финалист Кубка конфедераций: 2003
- Финалист Кубка африканских наций: 2008